# Putrescina
A Putrescina é uma molécula orgânica com a fórmula NH2(CH2)4NH2 (1,4-diaminobutano ou butanodiamina) que se forma na carne podre e a esta dá um odor característico. Alguns voluntários reportam o odor a sémen e órgãos genitais. 
Está relacionada com a cadaverina. Ambas se formam pela decomposição dos aminoácidos em organismos vivos e mortos, estando presente no necrochorume.